# SA Möbler AB
SA Möbler AB är ett företag som tillverkar möbler för kontor och offentlig miljö och har bedrivit verksamhet i Tibro sedan 1896. Det gör företaget till Skandinaviens äldsta (fortfarande aktiva) inom sitt område. Ägare och verkställande direktör är Kjell Hammar sedan 1983. Hustrun Birgitta Hammar arbetar också inom verksamheten som projektansvarig.
SA Möbler AB finns idag representerat i Skandinavien med en kundkrets främst inom det privata näringslivet.
Varumärken: Snitsa®, Snitsa XL, A-series, Sansa, AQ, Platform, artur, Actiwall, Combo, X & Y table.
Agentur: Interstuhl